# Салентин II фон Изенбург
Салентин II фон Изенбург (на немски: Salentin II von Isenburg; на латински: Salentinus vir nobilis de Ysenburg; † сл. 1297) от фамилията Изенберг, е господар на Изенбург-Кемпених.

## Произход
Той е син на Дитрих III фон Изенбург „Млади“ († 1273) и Юта фон Меренберг († 1263), дъщеря на Конрад, господар на Меренберг и Глайберг († 1256). Внук е на Салентин I фон Изенбург († ок. 1219).

## Фамилия
Салентин II се жени за Агнес фон Рункел († 1297 или 1316), дъщеря на Зигфрид IV фон Рункел. Те имат децата:
- Агнес фон Изенбург-Гренцау (ок. 1296 – 1316), омъжена пр. 19 април 1294 г. за граф Йохан I фон Изенбург-Браунсберг († 1327)
- Салентин III фон Изенбург († 1346/1351), господар на Изенбург и Бурглар, женен I. за Катарина N, II. пр. 13 януари 1304 г. за Мехтилд фон Коберн († 1350)
- Дитрих фон Изенбург († 1307), приор на Васенберг (1299 – 1306)
- Зигфрид фон Изенбург († 3 май 1320/31 октомври 1321), каноник на Св. Касиус в Бон (1306 – 1319)
- Гертруда фон Нидер-Изенбург († сл. 1288), омъжена за Лудвиг II валпод фон Нойербург († 1288)
- Хедвиг († 1331), омъжена за Дитрих I фон Изенбург-Гренцау и Бург Хершбах († 1334)
- Катарина († сл. 18 юни 1350), канониса на Есен
- Мехтилд
- Елизабет
- Юта († сл. 1313), омъжена пр. 24 февруари 1286 г. за граф Енгелберт I фон Сайн-Хомбург († 1336), син на Готфрид I фон Спонхайм-Сайн